# Methoxyisobutylisonitril
Methoxyisobutylisonitril (abgekürzt MIBI) ist eine organische Verbindung aus der Gruppe der Isonitrile und Ether. Es kommt als Ligand in 99mTc-Technetium-Sestamibi vor, das für medizinischen Diagnosen eingesetzt wird.

## Entwicklungsgeschichte
In den 1980er wurde die Verwendung von 99mTc als Radionuklid für szintigrafische Verfahren in der Medizin erforscht, was schließlich zur Entwicklung von 99mTc-Technetium-Sestamibi führte. Zunächst wurden bidentate Arsen- und Phosphorliganden verwendet, womit gute Resultate in Tierversuchen erzielt wurden. Allerdings ergaben sich keine entsprechend guten Ergebnisse bei Studien an Menschen. Nach Tests mit anderen Liganden wurde festgestellt, dass monodentate Isonitrilliganden mit einer zusätzlichen Etherfunktion deutlich bessere Resultate lieferten. Die besten Ergebnisse wurden dabei mit Methoxyisobutylisonitril erzielt.

## Herstellung
Verschiedene Synthesen für Methoxyisobutylisonitril sind bekannt. Es kann beispielsweise in einer vierstufigen Synthese mit einer Ausbeute von 26 % gewonnen werden. Durch Veretherung von Acetoncyanhydrin und anschließende Reduktion kann 2-Methoxyisobutylamin  erhalten werden. N-Formylierung und Umsetzung mit Trichlormethylchlorformiat ergibt Methoxyisobutylisonitril. Eine alternative Methode umfasst zwei Reaktionsschritte und ergibt eine Ausbeute von 53 %. Im ersten Schritt wird das Hydrochlorid von 2-Methylallylamin  mit Quecksilber(II)-acetat, Natriumhydroxid und Natriumborhydrid umgesetzt, um Methoxyisobutylamin zu erhalten. Im zweiten Schritt wird dieses mittels Chloroform und Kaliumhydroxid zu Methoxyisobutylisonitril umgesetzt. Weitere Synthesen sind ebenfalls bekannt.

## Verwendung
Methoxyisobutylisonitril kommt als Ligand in 99mTc-Technetium-Sestamibi vor, das ein wichtiges Radiopharmazeutikum in der medizinischen Diagnose ist. Außerdem kommt es als Ligand in Tetrakis(methoxyisobutylisonitril)kupfer(I)-tetrafluoroborat vor, das als Vorläufer von 99mTc-Technetium-Sestamibi fungiert, sowie in anderen Komplexen, die als Radiopharmazeutika oder deren Vorläufer erforscht werden.

## Externe Links zu erwähnten Verbindungen
1. ↑  Externe Identifikatoren von bzw. Datenbank-Links zu 2-Methoxyisobutylamin:  CAS-Nr.: 89282-70-2, PubChem: 11789141, Wikidata: Q82301775.
2. ↑  Externe Identifikatoren von bzw. Datenbank-Links zu 2-Methylallylamin:  CAS-Nr.: 2878-14-0, EG-Nr.: 220-724-2, ECHA-InfoCard: 100.018.841, PubChem: 76141, ChemSpider: 68625, Wikidata: Q27277985.